# Reick
Reick – osiedle Drezna, położone w południowej części miasta.
Osada została założona w XI w. przez Słowian. Najstarsza wzmianka o wsi Rykh pochodzi z 1288. Nazwa ma pochodzenie słowiańskie. W 1834 wieś zamieszkiwały 223 osoby, a w 1910 – 1132 osoby. W 1913 została włączona w granice Drezna.
Reick graniczy z osiedlami Strehlen, Seidnitz/Dobritz, Leuben, Niedersedlitz, Prohlis, Leubnitz-Neuostra.
Najbardziej rozpoznawalnym zabytkiem osiedla jest gazownia, wzniesiona w latach 1878–1881. W zabudowie osiedla dominują domy wielorodzinne z dwudziestolecia międzywojennego.

Typowa zabudowa wielorodzinna z dwudziestolecia międzywojennego
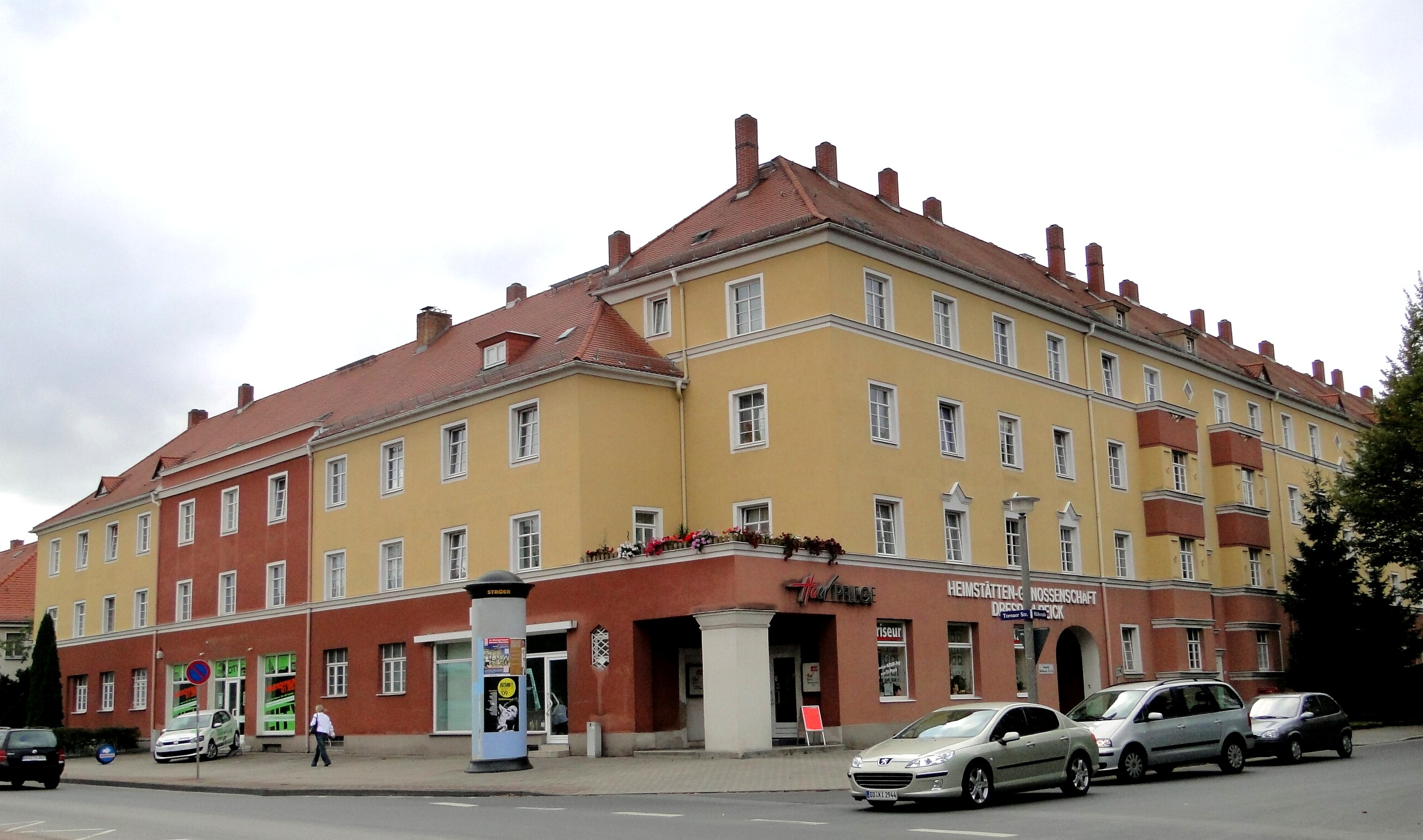
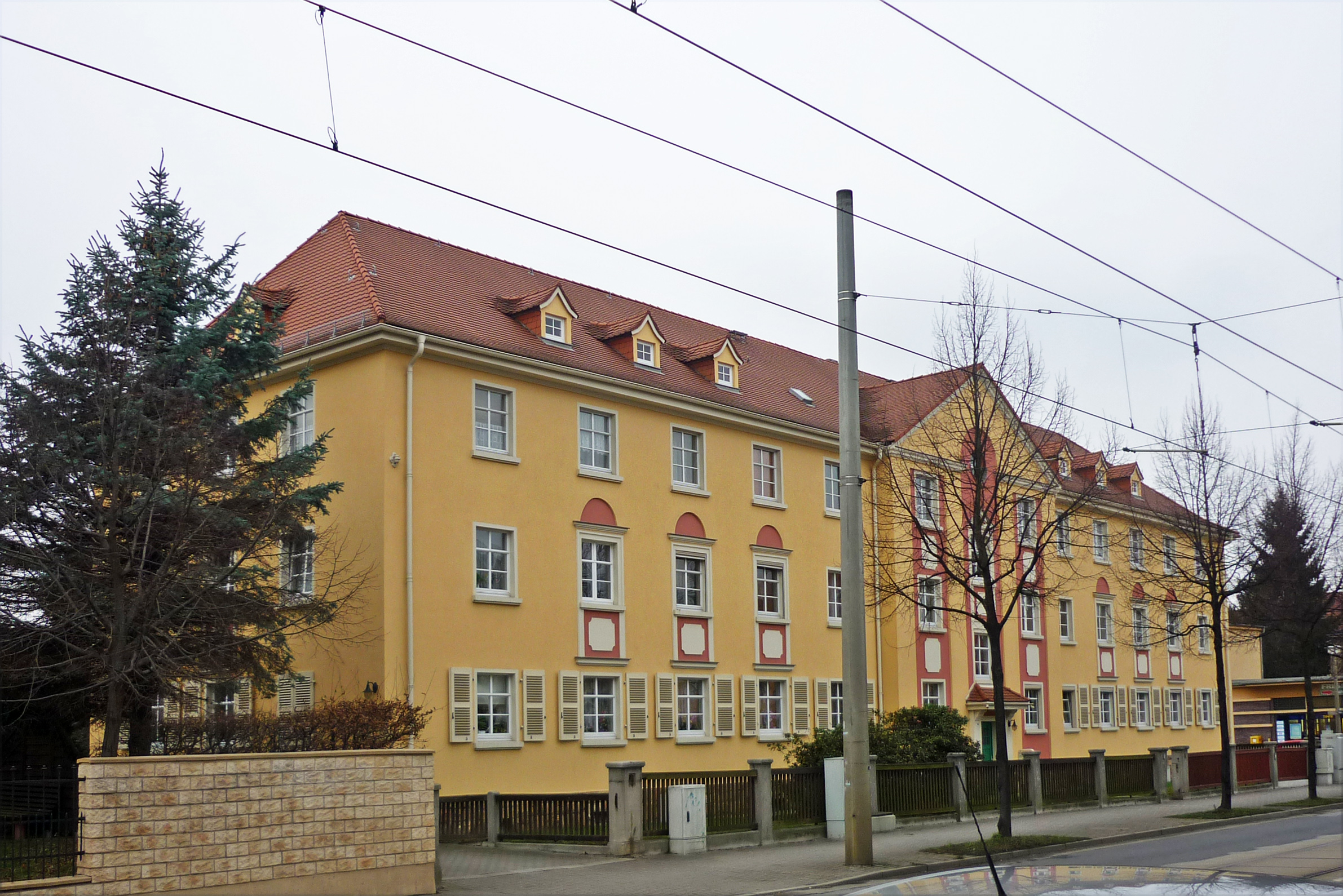
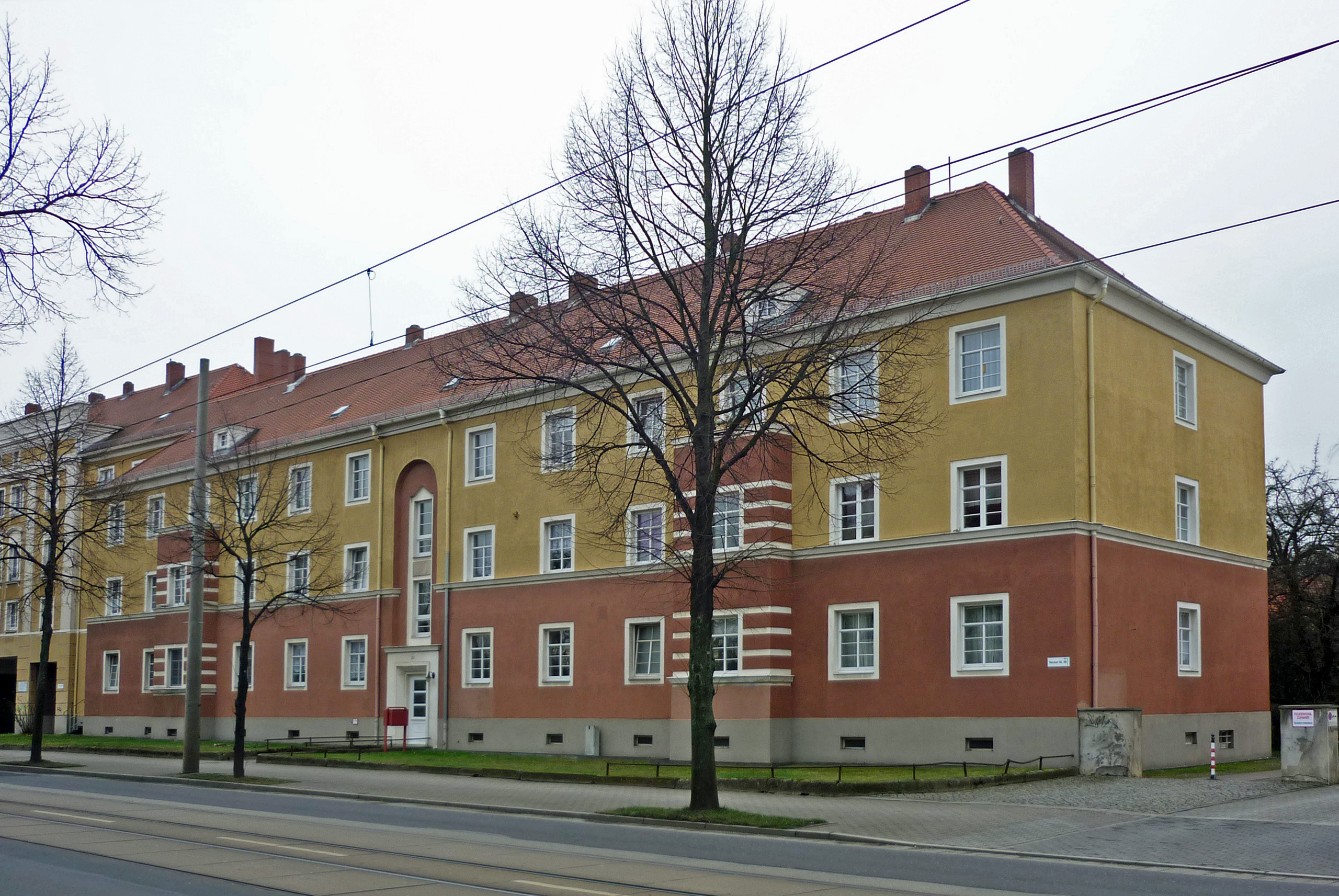
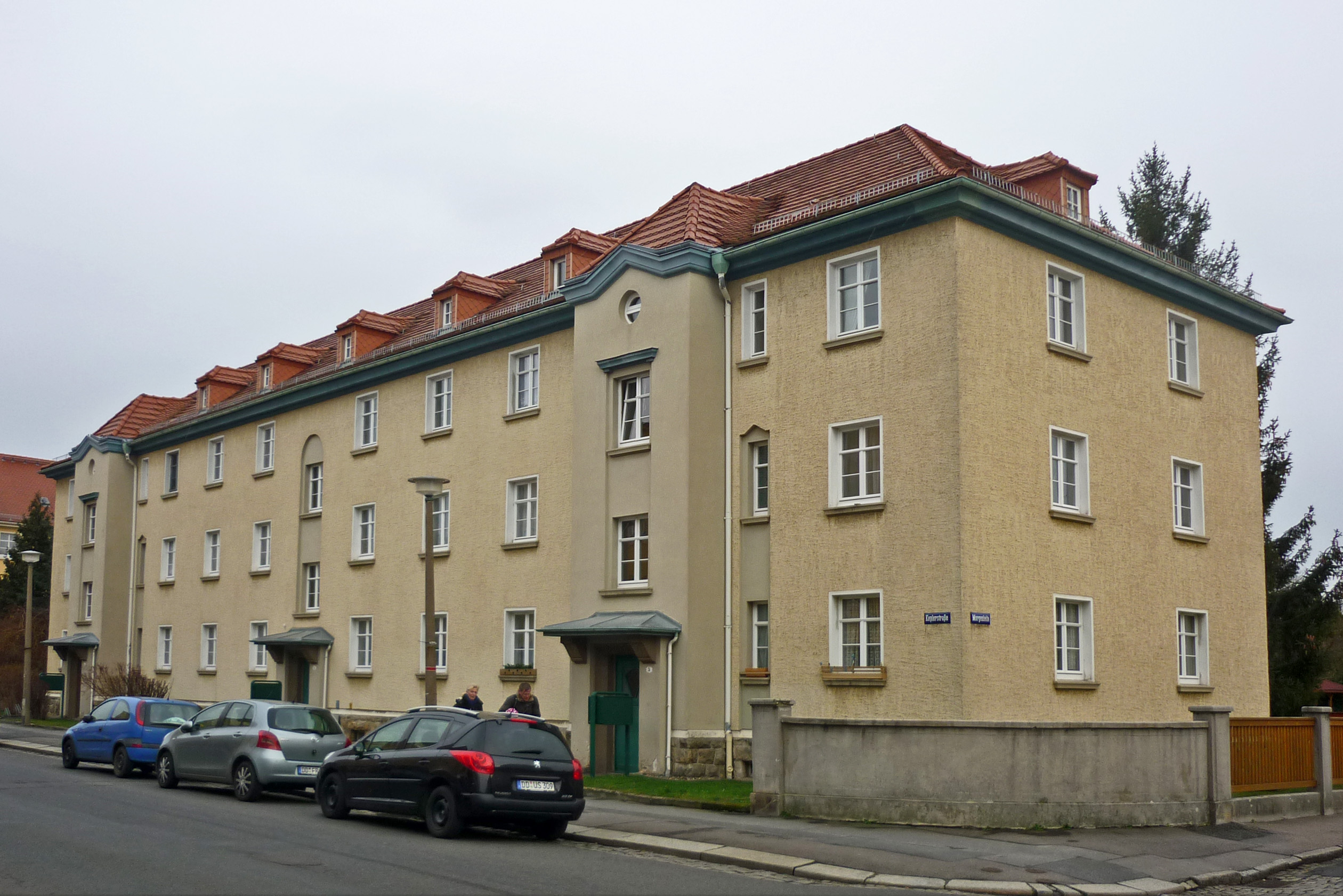